# Демократические силы Команданте 380
Демократические силы Команданте 380 (исп. Fuerza Democratica Comandante 380), FDC 380 — никарагуанская повстанческая организация, названная в честь военного лидера движения Контрас Энрике Бермудеса — Comandante 3-80. С 2011 года ведёт вооружённую борьбу против правительства СФНО. Продолжает военно-политические традиции контрас 1980-х, прежде всего FDN. Официальные власти отказываются признавать FDC 380 политической оппозицией и рассматривает как криминальную структуру. Со своей стороны, FDC 380 позиционируется как организация борьбы с «диктатурой Ортеги—Мурильо».

## Предыстория
В 1979 году в результате победы Сандинистской революции в Никарагуа был свергнут диктаторский режим Сомосы. Власть перешла к марксистской партии СФНО во главе с Даниэлем Ортегой. Сандинистский режим ориентировался на кубино-советские образцы, политическая оппозиция жёстко подавлялась. Это привело к длительной и ожесточённой гражданской войне между сандинистским правительством и движением Контрас. Вооружённую основу Никарагуанского сопротивления (RN) составляли Никарагуанские демократические силы (FDN). Военную организацию FDN возглавлял Энрике Бермудес, носивший псевдоним Comandante 3-80.
Соглашение Сапоа, заключённое между правительством и RN 23 марта 1988 года, положило конец гражданской войне. На выборах 25 февраля 1990 года СФНО потерпел поражение. Власть перешла к Национальному союзу оппозиции. В 1990-2006 годах у власти находились правоцентристские либеральные правительства Виолеты Барриос де Чаморро, Арнольдо Алемана, Энрике Боланьоса. На выборах 2006 года победу одержал лидер СФНО Даниэль Ортега, вторично пришедший к власти.
Сандинистская партия к тому времени не являлась марксистской, но оставалась жёстко авторитарной. Руководство СФНО и семейный клан Ортега — главными ключевыми фигурами сандинистской верхушки являются президент Даниэль Ортега, жена и пресс-секретарь президента Росарио Мурильо, брат президента Умберто Ортега, руководитель партийной спецслужбы и координатор судебной системы Ленин Серна, экономический советник президента Байярдо Арсе, командующий армией Хулио Сесар Авилес — установили плотный контроль над политической системой и ключевыми экономическими активами. Это проявилось, в частности, в решении Верховного суда Никарагуа, отменившего в октябре 2009 года конституционное ограничение президентства одним пятилетним сроком. В результате лидер СФНО Даниэль Ортега получил возможность вновь баллотироваться в президенты. При этом следует отметить, что в период правления Ортеги с 2007 года были убиты около 20 бывших командиров контрас, и все эти преступления остались не расследованы.
Решение Ортеги о повторном выдвижении вызвало всплеск оппозиционных настроений. Хосе Габриэль Гармендиа — Команданте Яхоб, бывший командир спецназа контрас, заявил, что Ортега «будет снят с должности пулями». Летом 2010 года началась вооружённая партизанская борьба отряда Яхоба, завершившаяся с его гибелью в феврале 2011. С того времени начали возникать повстанческие формирования «новых реконтрас», развернувшие вооружённую борьбу против правительства Ортеги. Крупнейшим из них стали FDC 380.

## Военно-политическая активность

### Программа
Название Fuerzas Democráticas Comandante 380 — Демократические силы Команданте 380 — было дано в честь Энрике Бермудеса (убитого в феврале 1991 года, возможно, сандинистской спецслужбой). Тем самым декларировалась преемственность с контрас 1980-х годов, прежде всего с FDN. В программном заявлении говорилось, что FDC 380 начинают вооружённую борьбу против нарушений Конституции Никарагуа, попрания прав человека, фальсификаций выборов, «незаконного переизбрания диктатора». Было также сказано об уважении к культуре «скромных деревенских жителей» — это отсылало к высказываниям Исраэля Галеано, начальника штаба FDN периода гражданской войны.

Наша задача — свержение диктатора Даниэля Ортеги, подобно тому, как мы сделали это в 1979 году с династией Сомоса и впоследствии с династией сандинистов-ортегистов.

Существенно, что своё идеолого-политическое происхождение FDC 380 проводят не только от Контрас, но и от Сандинистской революции. Правление Ортеги при этом ставится в один ряд с режимом Сомосы.

### Действия
После гибели Команданте Яхоба FDC 380 под командованием Сантоса Гуадалупе Борхе — Команданте Чёрный Пабло — совершили ряд атак в Матагальпе, Хинотеге, Эстели, Северном Атлантическом и Южном Атлантическом регионах. Плацдармом для боевых рейдов является территория Гондураса. Базирование в Гондурасе и активность в северных департаментах были характерны и для FDN в 1980-е годы.
От имени Чёрного Пабло, как ранее Яхоба, появлялись видеопризывы в Интернете. FDC 380 призывали никарагуанцев на борьбу с диктатурой Ортеги, которого характеризовали как «демагога-капиталиста» и марионетку иностранных правителей (Кастро, Каддафи, Чавеса, Ахмадинежада).
Чёрный Пабло был убит в столкновении с правительственными силами в начале 2012 года. На его место в руководстве антисандинистского вооружённого сопротивления выдвинулся Хоакин Торрес Диас — Команданте Каскабель.

Яхоб убит, появляется Чёрный Пабло. Чёрный Пабло убит, появляется Каскабель. Каскабель убит, появляются Шериф, Кобра, Саргенто, Чёрная Рука… Встают новые команданте с новыми бойцами. Как и прежде — почти все из крестьян.

Движение приобрело такие масштабы, что за его подавление, наряду с полицией и сандинистским активом, взялась регулярная армия. При этом официальные власти Никарагуа отрицали политический характер движения «новых реконтрас». Генерал Авилес характеризовал их действия как сугубо уголовные проявления (формальным основанием для этого являлись эпизоды грабежей для самообеспечения и данные о связях FDC 380 с колумбийскими FARC, известными причастностью к наркобизнесу). Со своей стороны, FDC 380 подчёркивали политические мотивы своей оппозиционности. Мирное посредничество предлагала легальная политическая организация бывших контрас — Партия никарагуанского сопротивления.
В начале 2013 года никарагуанская армия запланировала и развернула крупномасштабную операцию против FDC 380. В последующих боях погиб Каскабель. Командование перешло к Байрону де Хесусу Лопесу Селедону — Команданте Шерифу, убитому в феврале 2015 года. В январе 2015 в Пантасме (Хинотега) был организован взрыв, в ходе которого погибли несколько бойцов FDC 380 и мирных жителей. Оппозиционная Независимая либеральная партия, в руководство которой входят бывшие командиры контрас, возложила ответственность за этот теракт на государственные силовые структуры.
Тем не менее, боевая активность FDC 380 продолжается. Во главе штаба FDC 380 стоит Роберто Паласиос — Команданте Запойоль. В публичных заявлениях FDC 380 подтверждается намерение свергнуть «режим Ортеги—Мурильо».

## Консолидация вооружённой оппозиции
FDC 380 — не единственная организация вооружённой оппозиции в современной Никарагуа. Числительное «380», отсылающее к образу Энрике Бермудеса, включено в название нескольких повстанческих группировок. Одной из них является Демократический фронт побережья 380 (FCD 380), действующий в Северном Атлантическом регионе. Эта организация стала известна после убийств нескольких сандинистских функционеров, совершённых в преддверии выборов 2011 года.
Наиболее активными структурами, выступающими в союзе с FDC 380, являются Никарагуанская патриотическая команда (Copan) и Вооружённые силы национального спасения — Армия народа (FASN—EP). 20 июля 2014 года боевики FASN—EP совершили комбинированное вооружённое нападение на сандинистов, возвращавшихся с празднования 35-й годовщины победы Сандинистской революции. Их автобусы были обстреляны из автоматического оружия. Погибли 5 человек, 19 получили ранения.
В марте 2012 года подпольная антисандинистская организация Comando de Justicia Nacional Rigoberto López Pérez, CRLP; Команда национальной справедливости Ригоберто Лопес Перес выступила с призывом к партизанской борьбе против «военной диктатуры Даниэля Ортеги». CRLP призвала антисандинистские организации — FDC 380, FASN—EP, COPAN — к объединению в единый вооружённый фронт никарагуанских демократических сил.
Несколько повстанческих организаций объединены в Coordinadora Guerrillera Nicaraguense (CGN) — Никарагуанскую партизанскую координацию. Основной её силой являются FDC 380. После гибели Лопеса Селедона координатором CGN является Роберто Паласиос.